# Деревянное (озеро)
Деревянное — озеро в Уйгурском районе Алматинской области Казахстана. Высота над уровнем моря — 519,2 м. Вытекает река Караерень.
Образовалось в XIX, либо в начале прошлого века. Самый западный рукав реки Шарын подпирают движущиеся от реки Или пески, таким образом, деревья оказываются в воде. Отсюда и название озера — «Деревянное».

## Описание
Озеро находится на левой протоке реки Шарын, на левом берегу реки Или, в Уйгурском районе Алматинской области, в 280 км от Алматы. От посёлка Шарын озеро находится в 7 километрах и от автомобильной трассы в 12 километрах. С юга и востока к озеру подступают солончаки, болота и туранговые рощи.
Ихтиофауна представлена сазаном, толстолобиком, белым амуром, сомом.
Известно, что в камышах и турангах до 30-х годов прошлого века на берегах Деревянного озера обитал туранский тигр. И теперь здесь встречаются кабаны, лисы, зайцы. Изредка приходят волки. Очень много птиц: уток, гусей, цапель, журавлей.